# Universidad de las Tierras Altas e Islas

La Universidad de las Tierras Altas e Islas (en gaélico escocés: Oilthigh na Gàidhealtachd agus nan Eilean) es una universidad terciaria compuesta por Compañeros Académicos que son 13 facultades e  instituciones de investigación en el área de las Tierras Altas e Islas de Escocia que proveen educación universitaria. La oficina ejecutiva es encuentra en Inverness.
La Universidad de las Tierras Altas e Islas tiene un número de programas de pregrado, posgrado e investigación, muchos de los cuales se pueden estudiar en una variedad lugares en el área. Hay 8.720 estudiantes que están en cursos de pregrado y posgrado y 33.000 estudiantes están en FE,  Educación complementaria. Hay 70 centros de aprendizaje dispersos por las Tierras Altas e Islas, Moray y Perthshire.

## Historia
Mientras que la universidad de las Tierras Altas e Islas es la universidad más nueva de Escocia, muchas de sus 13 facultades e instituciones de investigación tienen historias mucho más largas, la primera fue fundada en el siglo XIX. La red UHI (University of Highlands and Islands) ha tenido una estructura única y la forma en la que ha evolucionado como una institución multi-campus ha sido limitada por un marco legislativo que trata de forma separada la educación complementaria (further education) y la superior. La tecnología ha jugado un rol importante en conectar las instituciones.
En abril del año 2001, se volvió el instituto UHI Millennium, ya que el Parlamento Escocés los premió con el estatus de Instituto de Educación Superior. Para el 2004, se habían nombrado decanos de tiempo completo para sus tres facultades, con figuras experimentadas que habían sido atraídas de otros cuerpos académicos.
Los títulos universitarios fueron autenticados por  Servicio de validación de la universidad abierta, la universidad de Strathclyde y la universidad de Aberdeen hasta 2008, cuando el Consejo Privado le brindó a la UHI la posibilidad de otorgar títulos (tDAP).
Los cursos con los títulos denominados Higher National Certificate y Higher National Diploma son avalados por la organización pública Scottish Qualifications Authority.
El Consejo Privado otorgó el estatus universitario en febrero de 2011, y la UHI se convirtió en la universidad de las Tierras Altas e Islas.

### Fechas clave
- 1992 – Se estableció el Proyecto UHI.
- 1996 – Se otorgó el financiamiento de la Comisión Millennium.
- 1998 – Open University confirma el respaldo para la validación del título.
- 2001 – Se otorgó el estatus de institución de Educación Superior.
- 2002 – Se otorgaron fondos para investigación.
- 2005 – Solicitud para poder otorgar títulos de enseñanza junto con el Consejo Privado
- 2008 – Se concede el poder para otorgar títulos de enseñanza.
- 2010 – Se decide reubicar el nuevo campus en la granja Beechwood.